# 唐津市立竹木場小学校
唐津市立竹木場小学校（からつしりつ たけこばしょうがっこう）はかつて佐賀県唐津市竹木場にあった公立小学校。
2025年（令和7年）3月末をもって閉校し、唐津市立小学校3校（竹木場・大良・切木）の統合により、竹木場小学校の校地に「唐津市立高峰小学校」が新設された。

## 概要
歴史
1875年（明治8年）に「松原小学校 竹木場分校」として創立。数回の改組・改称を経て、1947年（昭和22年）の学制改革で現校名となる。2025年（令和7年）3月末をもって閉校し、150年の歴史に幕を下ろすことになったが、校地および校舎は新設の「唐津市立高峰小学校」に継承されることとなった。
校章
4枚の笹の葉を組み合わせたものを背景にして、中央に校名の「竹」の文字を置いている。
校歌
歌詞は4番まであり、歌詞中に校名は登場しない。
通学区域
住所表記で唐津市の後に（竹木場、菅牟田、熊ノ峰、重河内、唐ノ川、東山」が続く地域）。
中学校区は唐津市立高峰中学校（高峰の読みは「こうほう」）。

## 沿革
- 1875年（明治8年）8月 - 「松原小学校 竹木場分校」が創立。下等小学を開設。
- 1876年（明治9年）4月 - 「舞鶴小学校 竹木場分校」に改称。
- 1883年（明治16年）4月 - 「公立上等唐津小学校 竹木場分校」に改称。
- 1886年（明治19年）- 「尋常唐津小学校 竹木場分校」に改称。尋常科（4年制）を設置。
- 1891年（明治24年）4月 - 尋常唐津小学校から分離の上、「一の坂尋常小学校」として独立。
- 1900年（明治33年）8月[3] - 統合により竹木場に移転の上、「長松尋常小学校 竹木場分校」となる。
- 1902年（明治35年）4月 - 「長松尋常高等小学校 竹木場分校」に改称。
- 1912年（明治45年）4月 - 長松尋常高等小学校より分離の上、「竹木場尋常小学校」として独立。
- 1932年（昭和7年）1月1日 - 市制施行により唐津市が発足。
- 1941年（昭和16年）4月1日 - 国民学校令の施行により、「唐津市竹木場国民学校」に改称。尋常科を初等科に改める。
- 1947年（昭和22年）4月1日 - 学制改革により、「唐津市立竹木場小学校」（現校名）に改称。唐津市立第一中学校竹木場分教場が併置される。
- 1953年（昭和28年）7月 - 唐津市立第四中学校が併設される。
  - 唐津市立第四中学校は、2013年（平成25年）4月に切木中学校・大良中学校と統合され、唐津市立高峰中学校となった。竹木場小学校と隣接している。
- 2025年（令和7年）3月31日 - 閉校[1]。校舎・校地は新設の「唐津市立高峰小学校」に継承された。

## アクセス
最寄りのバス停
- 昭和バス 「竹木場」バス停

最寄りの幹線道路
- 国道204号
- 佐賀県道33号唐津肥前線
- 佐賀県道340号鎮西唐津線

## 周辺
- 唐津市立高峰中学校

## 参考資料
- 「唐津市史」（1962年（昭和37年）8月, 唐津市史編纂員会）p. 1183 - p. 1184
- 「母校百年史 唐津小学校 志道小学校 大成小学校」（1976年（昭和51年）3月31日, 旧唐津小学校百周年記念事業実行委員会）

## 関連事項
- 佐賀県小学校の廃校一覧